# Limonium barceloi
La saladina de Ses Fontanelles (Limonium barceloi) és una saladina endèmica de les restes del prat de Sant Jordi, al municipi de Palma, Mallorca, conegudes com a Ses Fontanelles, de la família Plumbaginaceae.
En aquest indret funcionaven unes salines que deixaren d'emprar-se els anys 60 del segle xx. Els estany foren abandonats i patiren una degradació deguda als abocaments, als rebliments i al col·lapse del règim hídric anterior. Això dugué la saladina de Ses Fontanelles a una situació crítica. La població a principi del segle xxi es troba reduïda a una estreta faixa de terreny, ocupant sòls salins de l'antic salobrar, que en total sumen uns tres cents m². El 2007,la població n'era d'uns tres mil individus que es troben en greu perill d'extinció per la pressió urbanística contínua.